# 2025 en Roumanie
Chronologie de la Roumanie
- 2021
- 2022
- 2023
- 2024
- 2025
- 2026
- 2027
- 2028
- 2029

Cette page concerne les évènements survenus en 2025 en Roumanie :

## Événements

### Janvier
- 1er janvier : entrée de la Roumanie dans l'espace Schengen[1].
- 10 janvier : des milliers de manifestants se rassemblent devant le Parlement de Bucarest pour dénoncer l'annulation du scrutin des élections présidentielles alors que le candidat d'extrême droite Călin Georgescu était arrivé en tête[2].

### Février
- 12 février : démission du président Klaus Iohannis,  Ilie Bolojan assure l'intérim.
- 26 février : le candidat d'extrême droite Călin Georgescu inculpé pour « fausses déclarations ».

### Mai
- 4 et 18 mai : élection présidentielle, Nicușor Dan est élu.

### Juin
- 20 juin : Ilie Bolojan est nommé Premier ministre.